# Xymenella
Xymenella is een geslacht van weekdieren uit de klasse van de Gastropoda (slakken).

## Soorten
- Xymenella apipagoda (Ponder, 1972) †
- Xymenella asperula Powell & Bartrum, 1929 †
- Xymenella chattonensis (Ponder, 1972) †
- Xymenella comes (Maxwell, 1992) †
- Xymenella inambitiosa Marwick, 1929 †
- Xymenella minutissima (Suter, 1917) †
- Xymenella perornata Marwick, 1931 †
- Xymenella protocarinata Laws, 1941 †
- Xymenella pusilla (Suter, 1907)